# Alliance of Women Film Journalists
L'Alliance of Women Film Journalists (en abrégé AWFJ) est une association de critiques de cinéma chargée de promouvoir les professionnels féminins de l'industrie cinématographique.

## Historique
Elle remet chaque année depuis 2007 les EDA Awards en l'honneur de l'actrice Eda Reiss Merin.
En 2021, l'Alliance des femmes journalistes de cinéma (Alliance of Women Film Journalists) a annoncé les gagnantes de l'AWFJ EDA pour sa 15e saison.

## Catégories de récompense

### Récompenses principales (AWFJ EDA Best Of Awards)
- Meilleur film
- Meilleur réalisateur
- Meilleur acteur
- Meilleure actrice
- Meilleur acteur dans un second rôle
- Meilleure actrice dans un second rôle
- Meilleure distribution
- Meilleur scénario original
- Meilleur scénario adapté
- Meilleure photographie
- Meilleur montage
- Meilleure musique de film
- Meilleur film en langue étrangère
- Meilleur film d'animation
- Meilleur film documentaire

### Récompenses féminines (EDA Female Focus Awards)
- Meilleure réalisatrice
- Meilleure femme scénariste
- Meilleur personnage féminin animé
- Meilleur espoir féminin
- Kick Ass Award de la meilleure actrice de film d'action
- AWFJ Award For Humanitarian Activism - Female Icon Award
- This Year’s Outstanding Achievement By A Woman In The Film Industry

### Récompenses spéciales (EDA Special Mention Awards)
En fonction des années :
- Actrice défiant âge et âgisme
- Performance la plus courageuse
- Prix AWFJ du Panthéon de la honte
- Actrice qui a le plus besoin d'un nouvel agent
- Prix de la plus flagrante différence d'âge entre amants
- Prix de la plus flagrante différence d'âge entre le personnage principal et l'aimée
- Le film que vous vouliez aimer, mais c'était juste impossible (-2015) (Movie You Wanted to Love, But Just Couldn't)
- Prix du moment inoubliable
- Meilleure représentation de la nudité, de la sexualité ou de la séduction (-2015)
- Remake ou suite qui n'aurait pas dû être faite

## Palmarès

### EDA Awards

#### Meilleur film
- 2007 : No Country for Old Men, réalisé par Joel et Ethan Coen
- 2008 : Slumdog Millionaire, réalisé par Danny Boyle
- 2009 : Démineurs, réalisé par Kathryn Bigelow
- 2010 : The Social Network, réalisé par David Fincher
- 2011 : The Artist, réalisé par Michel Hazanavicius
- 2012 : Zero Dark Thirty, réalisé par Kathryn Bigelow
- 2013 : Twelve Years a Slave 12 Years a Slave, réalisé par Steve McQueen
- 2014 : Boyhood, réalisé par Richard Linklater
- 2015 : Spotlight, réalisé par Tom McCarthy
- 2016 : Moonlight, réalisé par Barry Jenkins
- 2017 : La Forme de l’eau réalisé par Guillermo del Toro
- 2018 : Roma réalisé par Alfonso Cuarón
- 2019 : Parasite réalisé par Bong Joon-ho

#### Meilleur scénario adapté
- 2008 : Slumdog Millionaire – Simon Beaufoy

### Prix EDA féminins

#### Meilleure réalisatrice
- 2007 : Sarah Polley
- 2008 : Courtney Hunt pour Frozen River
- 2009 : Kathryn Bigelow pour Démineurs
- 2010 : Debra Granik pour Winter's Bone
- 2011 : Lynne Ramsay pour We Need to Talk about Kevin
- 2012 : Kathryn Bigelow pour Zero Dark Thirty
- 2013 : Nicole Holofcener pour All About Albert
- 2014 : Ava DuVernay pour Selma
- 2015 : Marielle Heller pour The Diary of a Teenage Girl
- 2016 : Ava DuVernay pour Le 13e
- 2017 : Greta Gerwig pour Lady Bird
- 2018 : Marielle Heller pour Les Faussaires de Manhattan
- 2019 : Céline Sciamma pour Portrait de la jeune fille en feu

### EDA Special Mention Awards

#### Prix du croisement culturel
- 2008 : Slumdog Millionaire

#### Moment inoubliable
- 2008 : Slumdog Millionaire – Ayush Mahesh Khedekar pour la scène où le jeune Jamal saute dans les crottes
  - Slumdog Millionaire – Pour la scène de l'arrachement des yeux

#### Actrice qui a le plus besoin d'un nouvel agent
- 2017 : Jennifer Aniston pour le rôle de Carol Vanstone dans Joyeux Bordel ! (Office Christmas Party)

#### Pire image de la femme
- 2007 : Norbit

#### Film que vous vouliez aimer mais que vous ne pouviez tout simplement pas
- 2006 : Pirates des Caraïbes : Le Secret du coffre maudit (Pirates of the Caribbean : Dead Man's Chest)

#### Plus flagrante différence d'âge entre le personnage principal et l'aimée
- 2017 : Independence Day: Resurgence – Charlotte Gainsbourg et Jeff Goldblum
- 2019 : Mission impossible : Fallout (Mission: Impossible - Fallout) – Tom Cruise et Rebecca Ferguson

#### Plus flagrante différence d'âge entre les amants
- 2024 : Mission impossible : Dead Reckoning (Mission: Impossible – Dead Reckoning) – Tom Cruise et Hayley Atwell

#### Suite qui n'aurait pas dû être créée
- 2007 : Pirates des Caraïbes : Jusqu'au bout du monde (Pirates of the Caribbean: At World's End)
- 2008 : Indiana Jones et le Royaume du crâne de cristal (Indiana Jones and the Kingdom of the Crystal Skull)
- 2009 : Transformers 2 : La Revanche (Transformers: Revenge of the Fallen)
  - La Nuit au musée 2 (Night at the Museum: Battle of the Smithsonian)

#### Suite ouremakequi n'aurait pas dû être réalisé
- 2010 : Mon beau-père et nous (Little Fockers)
- 2012 : Transformers 3 : La Face cachée de la Lune (Transformers: Dark of the Moon)
- 2017 : Independence Day: Resurgence
- 2021 : Le Voyage du Docteur Dolittle (Dolittle)

#### Elle mérite un nouvel agent
- 2023 : Jurassic World : Le Monde d'après (Jurassic World Dominion)

#### Time WasterRemakeou suite
- 2023 : Jurassic World : Le Monde d'après (Jurassic World Dominion)
- 2024 : Indiana Jones et le Cadran de la destinée (Indiana Jones and the Dial of Destiny)